# Patria
Patria er en amerikansk stumfilm fra 1917 af Theodore W. Wharton, Leopold D. Wharton og Jacques Jaccard.

## Medvirkende
- Irene Castle som Patria Channing / Elaine
- Waner Oland som Donald Parr
- Milton Sills som Baron Huroki
- Dorothy Green som Fanny Blair
- George Majeroni som Juan de Lima